# Луи дьо Бройл
Луи дьо Бройл (на френски: Louis-Victor-Pierre-Raymond, 7th duc de Broglie познат като Louis de Broglie) е френски физик, носител на Нобелова награда за физика за 1929 година.
През 1924 г. в своята дисертация той постулира вълновата природа на електрона и предполага, че въобще материята има вълнови свойства. Тази представа става известна като хипотеза на Дьо Бройл, дава пример за корпускулярно-вълнов дуализъм и заема централно място в квантовата механика. През 1929 година Луи Дьо Бройл печели Нобелова награда за физика, след като през 1927 г. показва експериментално вълновото поведение на материята.

## Биография
Роден е на 15 август 1892 година в Диеп, Франция. Активен участник в Първата световна война. След нея се отдава напълно на изучаване на физиката и по-специално електрони, атоми и рентгенови лъчи. Изучавайки същността на светлината, той потвърждава двойствената ѝ природа (частица-вълна) и днес вълните, свързани с материалните частици, носят неговото име – вълни на дьо Бройл. През 1933 г. е избран за член на Френската академия на науките, а през 1942 г. за неин постоянен секретар. След смъртта на брат си през 1960 г. унаследява родовата херцогска титла. Никога не се е женил.
Умира на 19 март 1987 година в Париж на 94-годишна възраст.

## Българска връзка
Българският физик Асен Дацев, като френски стипендиант на специализация в Париж, работи под ръководството на Луи дьо Бройл и става доктор в Сорбоната.